# Famille Burrus
Pour les articles homonymes, voir Burrus.
La famille Burrus est une famille d'industriels franco-suisse. Elle est originaire de Dambach-la-Ville en Alsace, où ses membres sont jusqu'au début du XIXe siècle paysans et vignerons. Un de ses membres s’installe à partir de 1814 à Boncourt dans le Canton du Jura en Suisse, où il crée une petite manufacture de tabac qui sera développée par ses descendants et conservée jusqu'en 1996. Six générations se sont succédé pour créer et développer ses activités qui, après avoir démarré au début du XIXe siècle dans la manufacture du tabac, s'étendent  de nos jours notamment dans les secteurs de la confiserie, de l'agro-alimentaire et du courtage d'assurance.
Ses membres sont à l'origine de diverses actions de mécénat et d'initiatives pionnières en matière de politique sociale dans l'entreprise.

## Une famille d'industriels

### Manufactures de tabac (1814-1996)
En 1814, Martin Burrus (1775-1830), issu d'une famille de paysans et vignerons alsaciens qui fabrique depuis le XVIIIe siècle des rouleaux de tabac à fumer et à chiquer , s'installe avec sa famille à Boncourt en Suisse où il crée une petite fabrique de rouleaux de tabac. « On raconte que sa femme allait vendre au marché de Porrentruy les rouleaux confectionnés à la main et il est probable que ses meilleurs clients étaient les contrebandiers contournant le monopole français ».
En 1830, son fils, François-Joseph Burrus fonde à Boncourt (Jura suisse) la manufacture de tabacs « F.J. Burrus » et y crée  la  Parisienne. En 1868, deux de ses enfants lui succèdent à Boncourt, tandis que trois autres retournent en 1872 en Alsace pour y implanter à Sainte-Croix-aux-Mines, une seconde manufacture. En 1914, grâce au marché allemand, celle-ci fait dix fois le chiffre d’affaires de Boncourt. L’Alsace  redevenue française en 1918, avec le retour du monopole d’Etat, la manufacture redevient régie nationale et est nationalisée après la Seconde Guerre mondiale.
La fabrique de Boncourt qui a été dirigée par six générations,
occupait une centaine d'ouvriers à la fin du XIXe siècle, 350 en 1950, 600 en 1974, 400 en 1991 est vendue en 1996 au groupe hollandais Rothmans International,.

### Industriels du chocolat (depuis 1912)
En 1912, Fernand Burrus installe sa propre manufacture de tabac à Avricourt (Moselle) et crée la même année une usine de fabrication de chocolat dans le village de Blâmont, en Meurthe-et-Moselle. Lors de la  Première Guerre mondiale ses deux usines sont détruites. Après la guerre, il se tourne définitivement vers l’industrie chocolatière à Dijon. Il fonde la « Chocolaterie Burrus » et crée en 1920 la chocolaterie Omnia à Saint-Dié-des-Vosges.
Son fils, Paul Burrusqui lui succède en 1943 poursuit le développement de l'entreprise. À partir des années 1970, Omnia devient en Alsace un acteur majeur dans le domaine du chocolat avec l'acquisition de l'entreprise Schaal à Strasbourg. Omnia à travers le groupe Salpa détient les marques Chocolats Marquise de Sévigné, Schaal, Comptoir français du Thé, Cofféa, Herbapac, Salavin, Côte de France, les chocolats Yves Thuriès et cruzilles situé à Clermont Ferrand avec la confection de fruits confits et pâtes de fruit.

### Diversification
La famille poursuit sa diversification, entamée en 1923 par Maurice Burrus, créateur de la société de capitalisation EsCa , à travers groupe Burrus dans le courtage d'assurance,,. En 2014, Jean-Paul Burrus fait l'acquisition de 120 hectares, du domaine viticole Château Lagrave Bechade. Il rachète en 2020  la marque Cruzilles, fabrique de pâte de fruits. En 2020, il achète le restaurant Au crocodile à Strasbourg et en 2021 il achète avec Cédric Moulot le restaurant Chez Yvonne  à Strasbourg.

## Mécénat
Dans un esprit de catholicisme social, la famille Burrus met en place des allocations familiales en 1916, puis l'assurance maladie, une caisse de retraite, des prêts immobiliers et fut à l'origine de nombreux soutiens financiers qui ont participé à l'essor de l'Ajoie.
- Maurice Burrus (1882-1959), a financé des fouilles à Vaison-la-Romaine.
- Charles Burrus (1929-2011), a créé la fondation Guilé destinée à sensibiliser les leaders d'opinion au valeurs humaines et chrétiennes[15],[16],[17]. Il a soutenu le collège Saint-Charles à Porrentruy et participé aux développements d'un centre équestre à Chevenez à destination de la jeunesse et à diverses sociétés de la commune de Boncourt[18],[19].

## Généalogie simplifiée

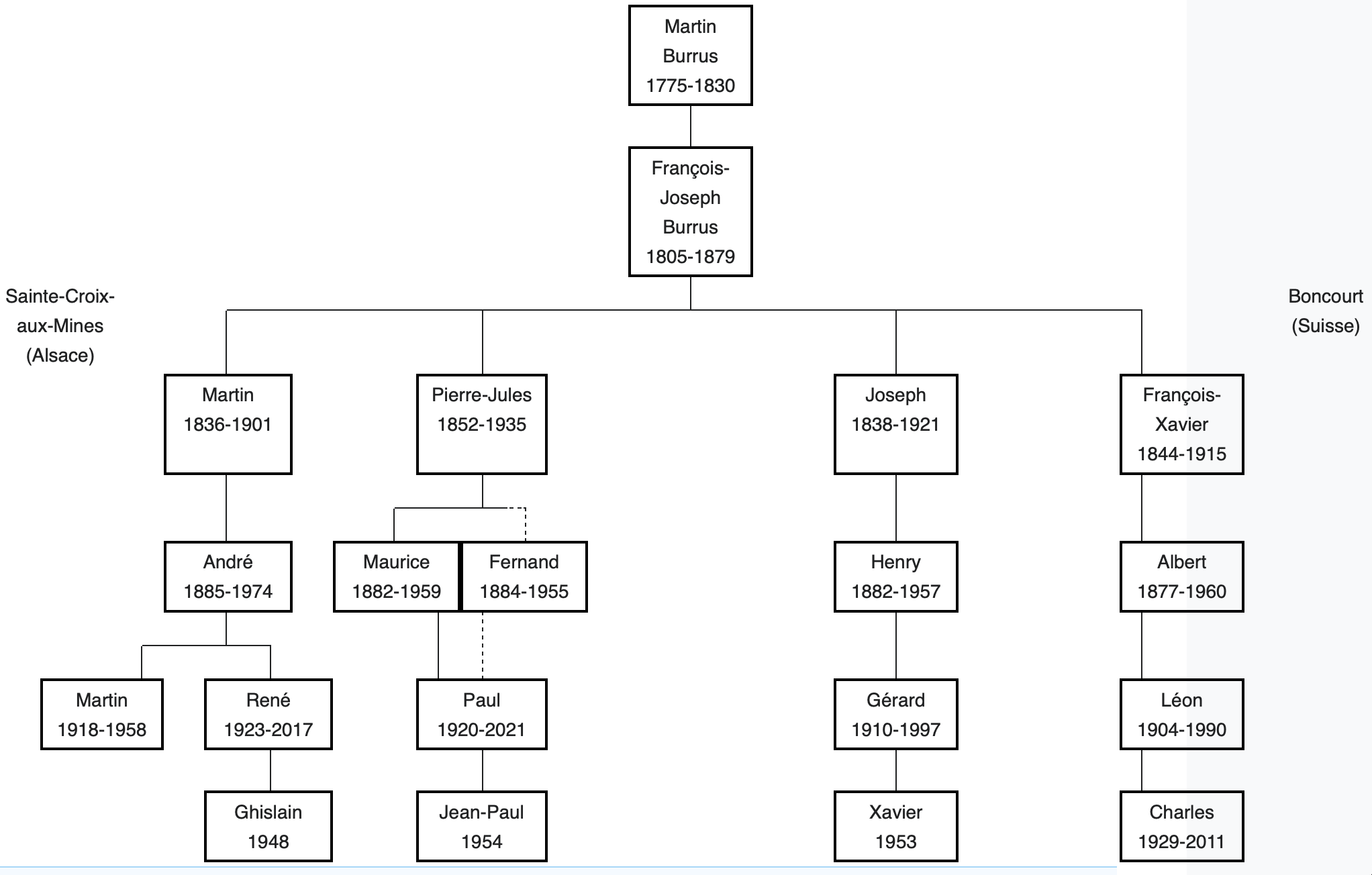
Six générations de la famille Burrus.

- Martin Burrus (1775-1830), Français alsacien de Dambach-la-Ville, il s'installe en 1802 à Boncourt (Jura suisse) en Suisse où il crée une petite manufacture de tabac.
  - François-Joseph Burrus (1805-1879)[20], marié à Madeleine Riat, fondateur de la fabrique des tabacs F.J. Burrus à Boncourt.
    - Joseph Burrus (1838-1921), marié à Alvina Chapuis, maire de Boncourt.
    - Jean-Baptiste Burrus (1840-1903)[21].
      - Henry Burrus (1882-1957)[22], marié à Jeanne François, maire de Boncourt et député au Grand Conseil du canton de Berne.
        - Gérard Burrus (1910-1997), marié à Alix de Castella, camérier secret du pape.
          - Xavier Burrus (1953).
          - Dominique Burrus (1956-1998), mort dans l'accident du Vol Swissair 111[23].
            - Thierry Burrus (1983-1998), mort dans l'accident du Vol Swissair 111.

    - François-Xavier Burrus (1844-1915)[24], marié à Maria Kayser, député au Grand Conseil du canton de Berne à partir de 1892, juge de paix et maire de Boncourt.
      - Albert Burrus (1877-1960), marié à Odile François, fille d'un important courtier dans le tabac d'Anvers, en Belgique[25].
        - Léon Burrus (1904-1990), marié en 1926 à Marguerite Breyton, de Crest[26].
          - Charles Burrus (1929-2011), marié à Bernadette Féau.
            - Régis Burrus (1962)

          - Hubert Burrus (1932-1999), mort par noyade[27].

        - Robert Burrus (1907-1996), marié à  Marguerite de Gayardon de Fenoyl.
          - Guy Burrus (1937-1979), mort à Athènes le 9 octobre 1979, dans un accident d'avion.

    - Pierre-Jules Burrus (1852-1935), marié à Hermance Écabert, il se fait construire une vaste demeure à Sainte-Croix-aux-Mines.
      - Maurice Burrus (1882-1959), homme politique, député du Haut-Rhin de 1932 à 1940, entrepreneur, philatéliste et mécène passionné d'archéologie[9]. Il finance des fouilles archéologiques à Vaison-la-Romaine puis à Avenches.
      - Fernand Burrus (1884-1955), marié à Suzanne Vincent, en 1944, sa propriété est incendiée par les Allemands.
        - Paul Burrus (1920-2021), marié à Janine Tabourdeau, président du conseil d’administration d'Esca jusque vers 1990. Passionné d'aviation, il fonde en 1950 l'Aérodrome de Saint-Dié - Remomeix. Il prend des parts dans la société Téléverbier en Suisse et est l'un des acteurs financiers du développement de la station de sports d’hiver de Verbier[7].
          - Jean-Paul Burrus (1954), il est à l'origine de la création du musée du chocolat près de Strasbourg
          - Christian Burrus (1959), il diversifie les activités de l'entreprise familiale.

    - Martin Burrus (1836-1901), marié à Léonie Nelles (1848-1938), il crée une manufacture de tabac en Alsace.
      - André Burrus (1885-1974), marié à  Marguerite Feltin (1886-1971)[28], sœur de l’archevêque de Paris, le cardinal Maurice Feltin (1883-1975). Ingénieur de l'École polytechnique fédérale de Zurich.
        - Martin Burrus (1918-1958), après une activité bancaire, il succède en 1948  à son père André comme associé de la manufacture F.J. Burrus de Boncourt. Il entreprend  des études d'ingénieur des mines et participe à des expéditions géologiques et de prospection pétrolière. Il meurt en juin 1958 des suites d'une crise cardiaque lors d'une expédition dans les Montagnes Rocheuses aux États-Unis pour retrouver un enfant disparu[29].
        - René Burrus (1923-2017), marié à Jacqueline Benoist, puis Florence d'Irrumberry de Salaberry. En 1944, à 21 ans, il incorpore le Régiment colonial des Chasseurs de chars de la 1re armée du général de Lattre de Tassigny et participe à la libération de l’Alsace. Au début des années 1970, il est à l'initiative du développement par  F.J. Burrus  de la production de plantes médicinales. 15 000 m2 de plantes sont cultivées dans le canton du Jura. La société Spagyros est créée pour la diffusion par correspondance auprès des médecins des produits homéopathiques issus de ces plantations. La marque Spagyros qui a été  depuis reprise, est toujours active.

## Postérité
- La propriété d’André Burrus a été vendue par ses enfants à la Région Alsace. Elle abrite de nos jours une médiathèque[30],[31].

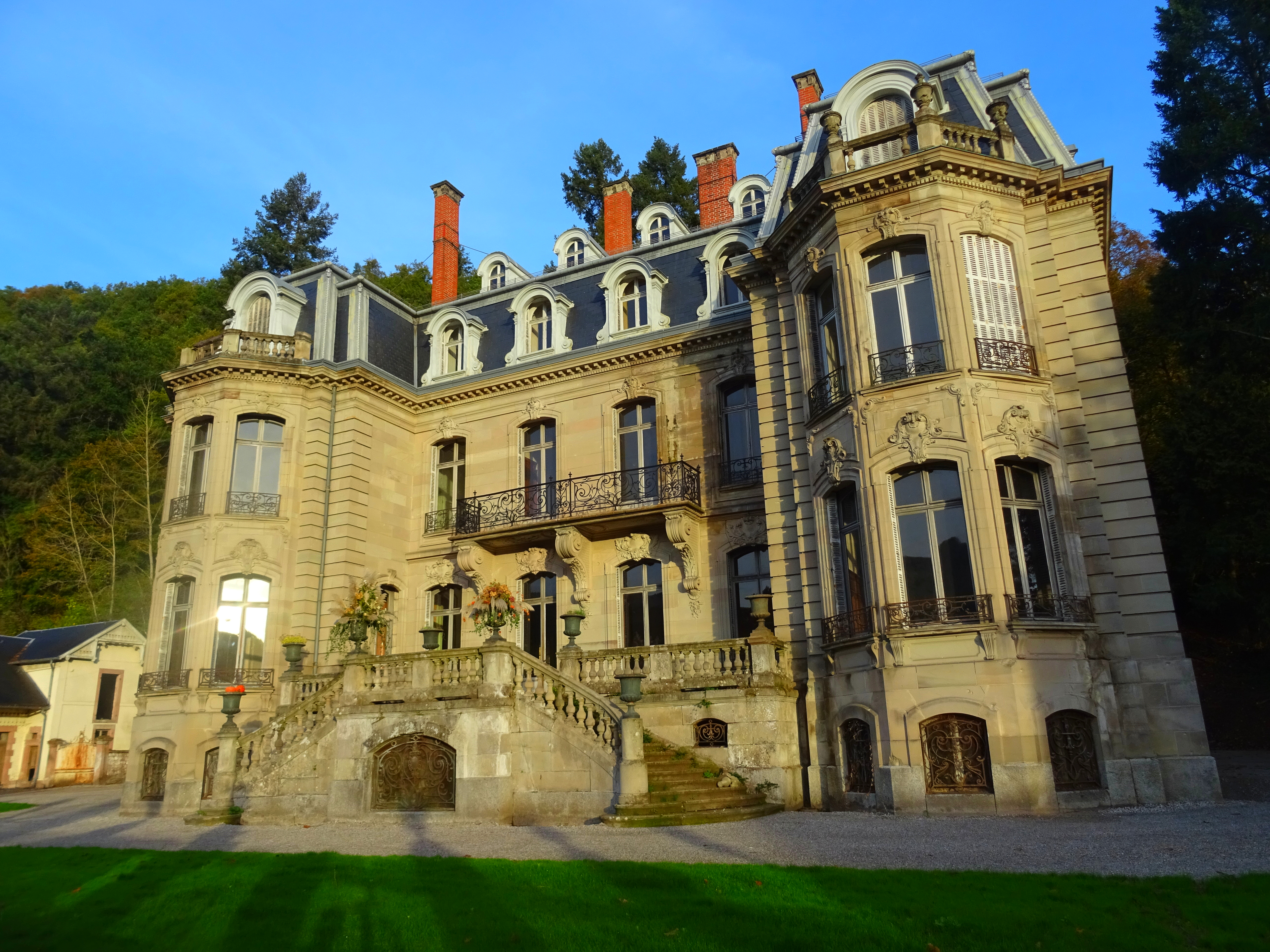
Château Maurice Burrus, Sainte-Croix-aux-Mines.
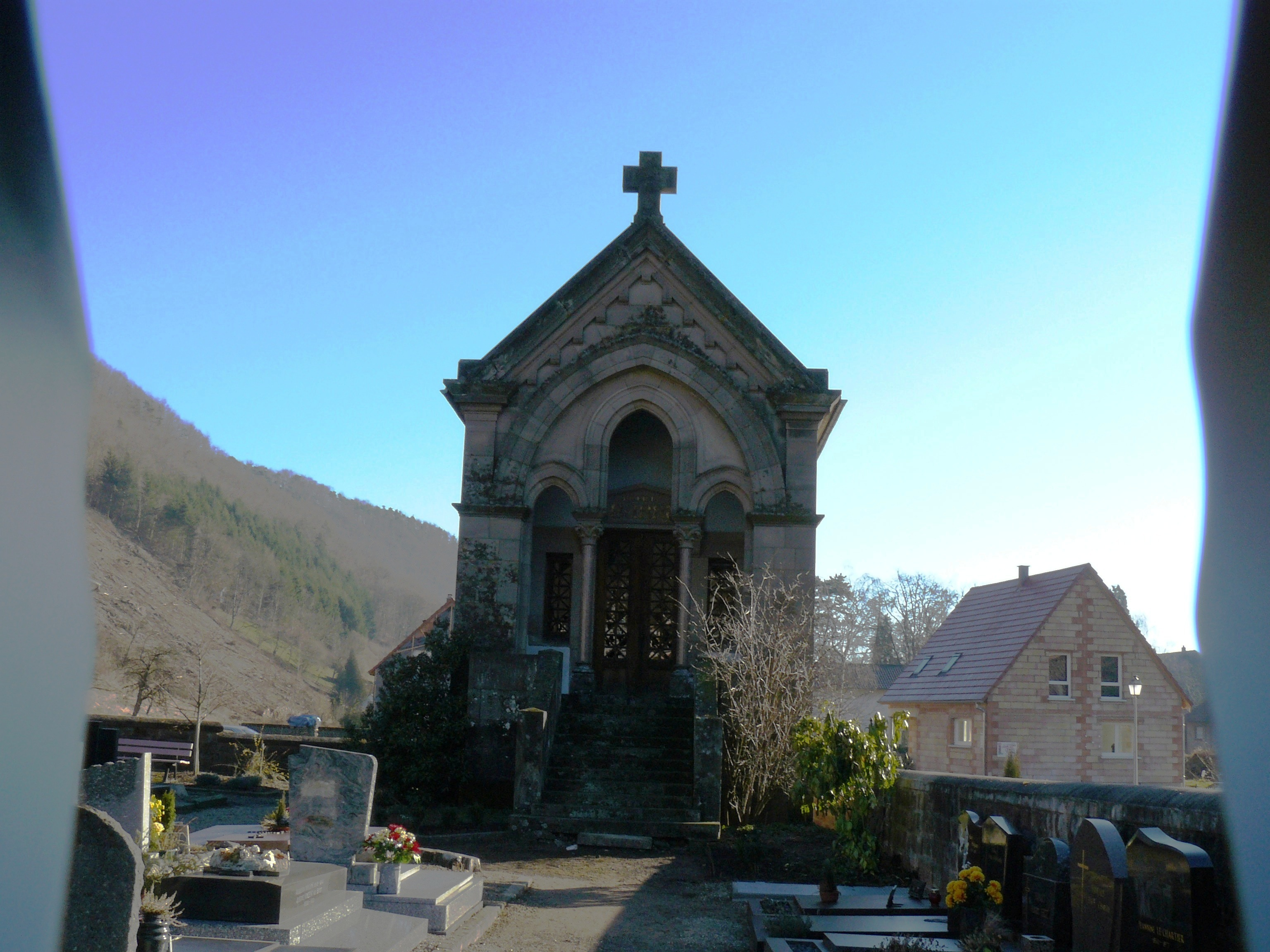
Monument funéraire de la famille Burrus à Sainte-Croix-aux-Mines.
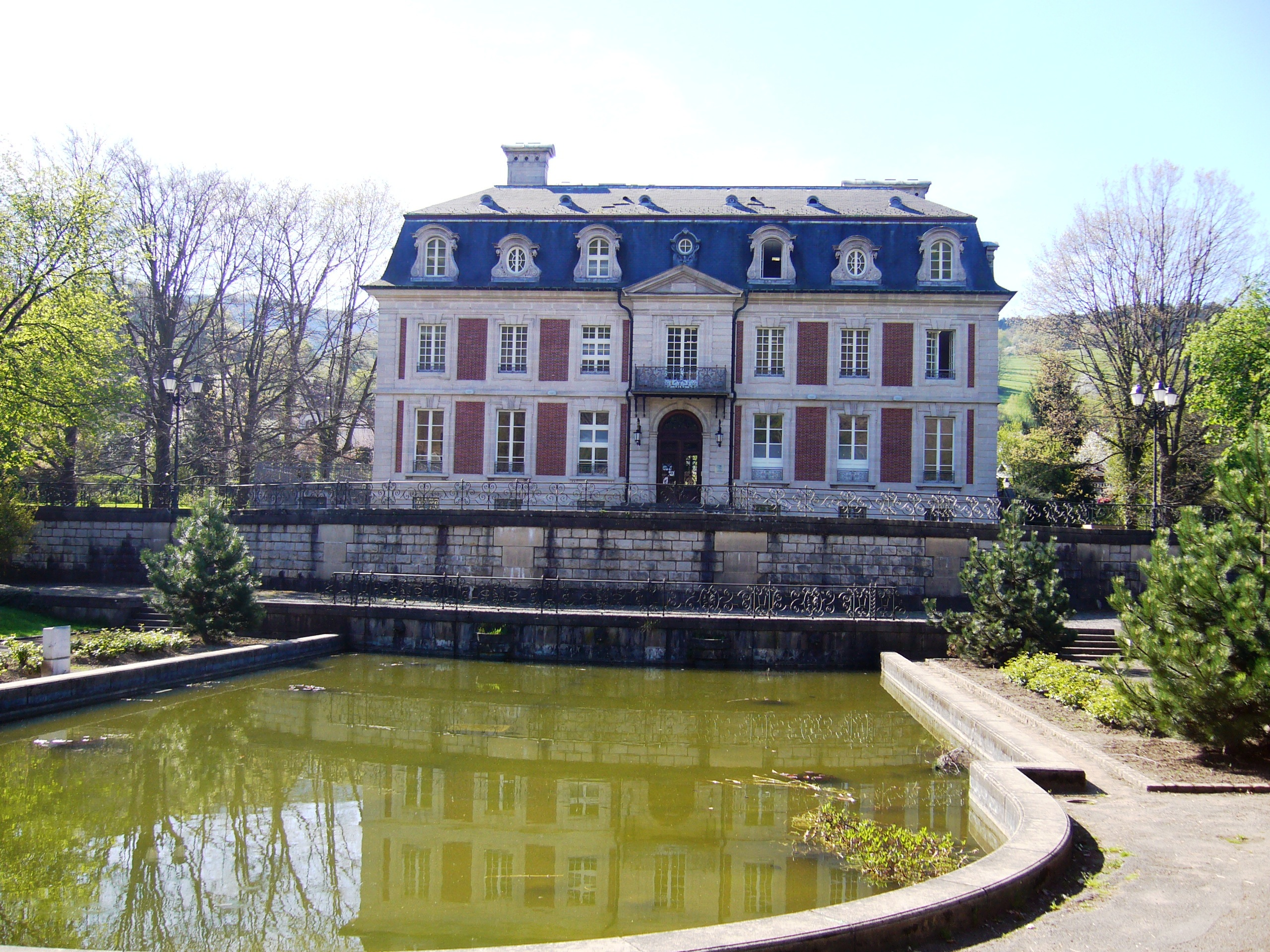
Villa Burrus (mediatheque).

## Pour approfondir